# 상명금융서비스
| 상명금융서비스 Sang Myong Financial Service | 상명금융서비스 Sang Myong Financial Service  |
| ------------------------------------------- | -------------------------------------------- |
|                                             |                                              |
|                                             |                                              |
| 정식명칭                                    | 자산관리전문회사 상명금융서비스              |
| 설립연도                                    | 2013년 4월 1일                               |
| 국 가                                       | 대한민국                                     |
| 사업지역                                    | 대한민국 전역                                |
| 내 용                                       | 보험금융을 기반으로 하는 토탈금융서비스      |
| 대 표                                       | 윤인식                                       |
| 본사주소                                    | 대구광역시 달서구 장기로91, 상명빌딩 2F ~ 5F |
| 링 크                                       | 공식블로그                                   |

### 1. 개요
자산관리전문회사 상명금융서비스(Sang Myong Financial Service)는 보험금융을 기반으로 하는 토탈금융서비스라는 회사로 2013년 4년 보험대리점으로 설립하였다.
상명금융서비스는 생명보험과 손해보험사 보험 상품의 비교 분석을 통해 고객에게 재무설계서비스를 제공하는 보험판매 전문회사로 대구광역시 달서구 장기로91 상명빌딩을 본사 사옥으로 두고 있으며, Professional, Pride, Passion을 core value로 열정적인 agent들이 몸을 담고 있다. 특히 전 외국계 보험사에 몸 담을 당시 triple crown을 달성한 윤인식대표(부지점장 챔피언), 박성희영업총괄이사(지점장챔피언), 박은선재무총괄이사(FC챔피언)를 필두로 2013년 4월 상명금융서비스가 설립되어 필드에서 쌓아온 풍부한 경험을 통한 FC, SM, BM, 본부장의 training system이 잘 정착되어 있다. 특히 상명금융서비스 윤인식대표의 누구도 모방할 수 없는 세일즈 스킬과 마케팅 전략의 전폭적인 지원으로 80%이상의 agent들이 억대 연봉을 받고 있다. 또한 보험세일즈의 가장 어려운 고객발굴의 시장확대를 위해 회사차원에서 체계적인 DB공급과 교육으로 경력사원뿐만 아니라 신입사원들의 정착율이 매우 높다. 또한 상명금융서비스의 agent들은 상명 가족이라는 큰 자부심을 가지고 고객들에게 차별화된 솔루션을 제공하고 있다.

### 3. 회사 연혁
| 회사 연혁 | 회사 연혁                                                 |
| --------- | --------------------------------------------------------- |
| 2013.01   | 보험업계 최초 그랜드 슬램 달성(FC, SM, BM 부문 동시 달성) |
| 2013.04   | 파트너사 협약(리더스코인스)                               |
| 2013.09   | 상명금융서비스 정식 출범                                  |
| 2013.10   | 지사 사업 추진                                            |
| 2014.03   | 메트라이프 선정 최고 파트 GA                              |
| 2014.06   | DB손해보험 선정 최우수 GA                                 |
| 2014.11   | DB생명보험 선정 최고 우수업적 GA                          |
| 2015.04   | KDB생명보험 선정 우수업적 GA                              |
| 2015.12   | 한화손해보험 선정 최고업적 GA                             |
| 2016.08   | 상명금융서비스 사옥 이전                                  |
| 2017.01   | 공익광고협의회 선정 공익광고 다수 출연                    |
| 2018.06   | 오렌지라이프 선정 최고 업적 GA                            |
| 2019.12   | 신한생명 선정 최고 계약건수 기록 GA                       |

### 4. 조직도
| 조직도                   |
| ------------------------ |
| 대표                     |
| 이사 영업총괄 / 재무총괄 |
| 본부장                   |
| 지사장                   |
| 부지점장                 |
| 대표FC                   |
| FC                       |

현재 전국적으로 여러 곳에 본부, 지사, 지점들을 두고 있다.

### 5. 기타
상명금융서비스에서 일하고 있는 많은 agent들이 고객들과의 신뢰를 바탕으로 GA에서 좋은 평판을 얻고 있어 MBC, TBC 공익광고에 다수 출연을 하고있다
관련 유튜브 바로가기
또한 상명금융서비스의 모든 agent들은 대구 달서구청, 달서구보건소, 달서경찰서, 달서소방서등 공공기관뿐만 아니라 달서구 성당동 주변 여러 중고등학교와 지역사업장 업주 및 근로자의 바쁜일정에 도움이 되도록 보험금청구 대리접수 담당자로 활동하면서 직접 찾아 가는 서비스를 적극적으로 실천하고 있다. 특히 '숨은 보험금찾기' 이벤트를 통해 고객들의 휴면보험금, 미청구 보험금, 비싼 보험료, 중복 보험료를 찾아 안내하고 고객들의 필요한 부분을 도와드리는 발로 뛰는 서비스를 통해 지역경제 발전에 동참하고 있으며 사회적기업의 선례가 되도록 노력하고 있다.